# Elpida Xylophagou
L'Elpida Xylophagou è una società calcistica cipriota fondata nel 1959 a Xylofagou. Gioca in terza divisione; nella stagione 2005-2006 ha militato anche in seconda divisione, e dagli ultimi anni partecipa regolarmente alla Coppa di Cipro.

## Palmarès

### Competizioni nazionali
- G' Katīgoria: 2

1986-1987, 2013-2014